# Testudinella husseyi
Testudinella husseyi är en hjuldjursart som beskrevs av Russell J.Shiel och Koste 1985. Testudinella husseyi ingår i släktet Testudinella och familjen Testudinellidae. Inga underarter finns listade i Catalogue of Life.